# Rekettye Gábor
Rekettye Gábor (Villány, 1944. július 12.) magyar okleveles közgazdász, egyetemi tanár (jelenleg professor emeritus a Pécsi Tudományegyetem Közgazdaságtudományi Karán és címzetes egyetemi tanár a Szegedi Tudományegyetem, GTK, Üzleti Tudományok Intézeténél).

## Életpályája
Tízéves koráig Villányban élt, ezután szüleivel Pécsre költöztek. A Leőwey Klára Gimnázium első német nyelvű évfolyamába járt, majd a budapesti Marx Károly Közgazdaságtudományi Egyetem Külkereskedelmi Szakán 1967-ben szerzett közgazdasági oklevelet. Az első volt a családjában, aki egyetemet végzett. Szülei szorgalmazták, hogy nyelveket tanuljon. Az egyetemi évek után visszatért Pécsre, és a Pécsi Kesztyűgyárban értékesítési osztályvezető volt 1967 és 1973 között. Ekkor kezdett el tanítani a Janus Pannonius Tudományegyetemen (a későbbi Pécsi Tudományegyetemen) mint egyetemi adjunktus (1973–tól 1978-ig).
1978 és 1984 között a Tannimpex Külkereskedelmi Vállalatnál volt főosztályvezető, majd vezérigazgató-helyettes. 1984 és 1989 között (kereskedelmi tanácsosként) a Magyar Kereskedelmi Kirendeltség vezetője volt Tokióban. 1989-ben visszatért az egyetemre, ahol 1995-ig egyetemi adjunktusként tanított. Közben szakmai-tudományos továbbképzésen vett részt a Harvard Egyetemen (1992) és a Northwest Universityn (1993). 1995 óta tanszékvezető egyetemi tanár. 1993 és 1996 között kari dékánként működött. 1994 óta számos külföldi egyetemen tanított vendégprofesszorként.

## Tudományos fokozatai, címei
- A közgazdaságtudomány kandidátusa, MTA, Budapest, 1984
- Doktor habil, JPTE, KTK, Pécs, 1994
- Az MTA doktora, MTA, Budapest, 2003 (az Érték a marketingben című értekezéséért)[3]

## Nyelvismerete
- Angol, szakmai ismeretekkel bővített felsőfokú állami nyelvvizsga;
- Orosz, szakmai ismeretekkel bővített felsőfokú állami nyelvvizsga;
- Német, szakmai ismeretekkel bővített középfokú állami nyelvvizsga;
- Német, általános felsőfokú állami nyelvvizsga.[3]

## Díjai, elismerései
- Akadémiai díj (Termelővállalatok értékesítési politikája, 1977)
- Kiváló Munkáért kitüntetés (Külkereskedelmi miniszter, 1983)
- Az év marketingcikke (1997)
- Esettanulmány-verseny nyertese (SEEMAN, Prága, 1997)
- Esettanulmány-verseny nyertese (MATCH, Budapest – Indiana, USA, 1999)
- Az ’Év legjelentősebb szellemi alkotása’ (a PTE rektorától, The Significance of the Last Decade című esszégyűjteményéért, 2001)
- Az ’Év legjelentősebb szellemi alkotása’ (a PTE rektorától, az Ár a marketingben című könyvéért, 2003)
- A Magyar Tudományos Akadémia Nívódíja (2009, a Kínálatmenedzsment című könyvéért[4]
- GMN Fellow
- A Magyar Érdemrend tisztikeresztje (2013)
- Az év marketingcikke - Ifj. Rekettye Gáborral közösen (2014)
- Az év marketingkönyve - Tóth Tamással és Malota Erzsébettel közösen (2015)
- Az év marketingcikke: A hatalmi átalakulás globális trendje és a nemzetközi marketing, Vezetéstudomány (2016)
- Az év marketingkönyve - Pricing the New Frontier (2018)

## Az általa oktatott tárgyak
- Külkereskedelmi ismeretek
- A marketing alapjai
- Nemzetközi marketing
- Termékpolitika
- Árpolitika
- Marketingmenedzsment
- Kínálatmenedzsment
- Foundation Marketing
- New Product Policy
- Global Marketing[3]

## Művei
Fontosabb könyvei:
- Külkereskedelmi ismeretek 2. Külkereskedelemtechnikai és gazdasági ismeretek; Tankönyvkiadó, Bp., 1974
- Termelővállalatok értékesítési politikája; szerk. Rekettye Gábor; Tankönyvkiadó, Bp., 1977
- Fojtik János–Rekettye Gábor: Külpiaci marketing; JPTE, Pécs, 1992
- Nemzetközi marketing. Pécs: Janus Pannonius Egyetemi Kiadó, 1994. 310 p.
- Értékteremtés a marketingben: Termékek piacvezérelt tervezése, fejlesztése és menedzselése. Budapest: Közgazdasági és Jogi Könyvkiadó, 1997. 212 p. (Második kiadás: 1999)
- Az ár a marketingben. Budapest: Műszaki Könyvkiadó, 1999. 342 p. Második kiadás 2003 (KJK-Kerszöv), harmadik kiadás 2004 (KJK-Kerszöv)
- The Significance of the Last Decade: Papers to commemorate the thirtieth anniversary of the Pécs Faculty of Business & Economics (szerkesztő). Pécs: Janus Pannonius Egyetemi Kiadó, 2000. 476 p.
- Nemzetközi marketing (társszerző: Fojtik János). Pécs-Budapest: Dialóg-Campus Kiadó, 2003, Második kiadás: 2009.
- Marketingelmélet a gyakorlatban (szerkesztő, társszerkesztők: Berács József, Lehota József, Piskóti István). Budapest: KJK- KERSZÖV Jogi és Üzleti Kiadó Kft., 2004. 335 p.
- Marketing theory and practice: the Hungarian perspective (szerkesztő, társszerkesztők: Berács József, Lehota József, Piskóti István). Budapest: Akadémiai Kiadó, 2004. 402 p.
- Döntésorientált marketing = Decision-oriented marketing (társszerzők: Józsa László, Piskóti István, Veres Zoltán). Budapest: KJK-KERSZÖV Jogi és Üzleti Kiadó Kft., 2005. 826 p
- Kisvállalati marketing. Budapest: Akadémiai Kiadó, 2007. 204 p. Második kiadás 2008.
- Kínálatmenedzsment (társszerző: Hetesi Erzsébet). Budapest: Akadémiai Kiadó, 2009. 280 p.
- Multidimenzionális árazás. Budapest: Akadémiai Kiadó, 2011. 356 p.
- Marketing a magyar kisvállalatoknak. Budapest: Akadémiai Kiadó, 2012. 290 p.
- Nemzetközi marketing (társszerzők: Tóth Tamás és Malota Erzsébet). Budapest: Akadémiai Kiadó, 2015, 474 p.
- Bevezetés a marketingbe (társszerzők: Törőcsik Mária és Hetesi Erzsébet) Budapest: Akadémiai Kiadó, 2015, 323 p.
- Értékteremtés 4.0 -Termékek és szolgáltatások vevőorientált tervezése, fejlesztése és menedzselése, Budapest: Akadémiai Kiadó, 2018, 235 p.
- Pricing The New Frontier (társszerző: Jonathan Liu), Transnational Press London, 2018, 304 p.
- Value Creation 4.0 - Marketing Products in the 21st Century, Transnational Press London, 2019, 253 p.[8]
- Villányból Tokióba - Egy külkereskedő-diplomata-egyetemi professzor kalandos élete, Budapest: Ad Librum, 2020, 250 p.
- Modern árazás (társszerzők: Danyi Pál és Veres István), Budapest: Akadémiai Kiadó, 2021, 296 p.
- From Villány to Tokyo, Transnational Press London, 2021, 233 p.[9]

## Közéleti szerepvállalása
- Az MTA SYLFF alapítvány kuratóriumának tagja
- Az MTA Közgazdaságtudományi Minősítő Bizottságának tagja
- Az Organizácija (Journal of Management and Informatics) (Szlovénia) és az International Journal of Benchmarking (London) szerkesztőbizottságának tagja[10]
- 2010-től a Global Marketing Network nemzetközi szervezet tanácsadó testületének tagja
- Több mint tíz évig elnöke volt a Magyar–Japán Gazdasági Klubnak.
- 2005-ben az MTA Marketingtudományi Bizottsága elnöknek választotta meg.
- A Marketing & Menedzsment című szakmai folyóirat szerkesztőbizottságának elnöke.